# Джарылгасинова, Роза Шотаевна
Ро́за Шота́евна Джарылгаси́нова (14 октября 1931, Москва, СССР — 3 января 2017, Москва, Российская Федерация) — советский и российский кореевед, специалист по исторической этнографии корейцев (историко-этнографическое изучение когурёсцев и проблемы этногенеза и ранней этнической истории корейцев). Доктор исторических наук.

## Биография
Родилась 14 октября 1931 года в Москве. Отец — Шотай Джарылгасинович Джарылгасинов (1910—1943). Окончил Московский институт стали и сплавов по специальности «инженер-металлург». Участвовал в качестве офицера Красной Армии в Великой Отечественной войны и погиб 14 января 1943 года под Россошью. Мать — Александра Петровна Григорьева (1906—1958). Окончила Государственный институт театрального искусства имени А. В. Луначарского. Кандидат искусствоведения, специалист по истории Московского художественного академического театра. Автор ряда научных работ по театральному искусству публикаций. На протяжении многие годы занимала должности на ответственной государственной и партийной работе. Награждена орденом и медалями СССР.
В 1954 году окончила отделение Востока исторического факультета МГУ имени М. В. Ломоносова по специальности «история Кореи». Училась там, поскольку «сказалось неосознанное желание увидеть другие страны». Стала заниматься корееведением под влиянием «яркой эмоциональной речи» М. Н. Пака на призыв которой откликнулось шесть человек Ю. В. Ванин, А. И. Камшалов, А. Г. Малюжинец (Гаврилова), Б. В. Синицын, И. Г. Чайковская, из которых была создана первая учебная группа корееведов. Среди преподавателей наряду с Паком были такие корееведы, как Г. Ф. Ким, А. М. Пак, И. И. Хван и Цой Денху.
В 1955 году поступила в аспирантуру Института этнографии АН СССР имени Н. Н. Миклухо-Маклая АН СССР, где её учителями были «известные этнографы-востоковеды С. П. Толстов, Н. Н. Чебоксаров, Г. Г. Стратанович, Т. А. Жданко». Также она «занималась корейским языком и особенно иероглификой с Г. М. Тороповым». В 1960 году окончила аспирантуру.
С декабря 1960 года стала младшим научным сотрудником, в 1974 году — старшим научным сотрудником, 1986 года — ведущим научным сотрудником, а с 1990 года главным научным сотрудником Отдела Зарубежной Азии и Океании / Отдела азиатско-тихоокеанских исследований Института этнографии имени Н. Н. Миклухо-Маклая АН СССР / Института этнологии и антропологии имени Н. Н. Миклухо-Маклая РАН.
9 апреля 1962 года в Институте востоковедения АН СССР под научным руководством доктора исторических наук, профессора М. Н. Пака защитила диссертацию на соискание учёной степени кандидата исторических наук по теме «Когурёсцы. Историко-этнографическое исследование».
С 1974 года по совместительству преподавала на кафедре истории стран Дальнего Востока и Юго-Восточной Азии Института стран Азии и Африки при МГУ имени М. В. Ломоносова, а с 1994 года в Институте практического востоковедения, где читала курсы лекций по историй древней и средневековой Кореи, истории культуры Кореи, истории религий Кореи и основам этнографии/этнологии Кореи.
14 октября 1986 года в Институте этнографии АН СССР имени Н. Н. Миклухо-Маклая АН СССР защитила диссертацию на соискание учёной степени доктор исторических наук по теме «Этническое самосознание корейцев в раннефеодальную эпоху».
В 1991-2001 году — заместитель председателя, а с 2001 года — председатель диссертационного совета по защите диссертаций на соискание учёной степени кандидата исторических наук Института этнологии и антропологии имени Н. Н. Миклухо-Маклая РАН. С 2001 года — член диссертационного совета по защите диссертаций на соискание учёной степени кандидата и доктора исторических наук по археологии, этнографии, этнологии и антропологии МГУ имени М. В. Ломоносова.
В 1995-2005 годах — Ассоциированный ведущий научный сотрудник Международного центра корееведения при МГУ имени М. В. Ломоносова.
1 декабря 1995 года стала членом-корреспондентом общественной академии РАЕН, 29 апреля 1997 года стала действительным членом РАЕН по отделению евразийских исследований.
Член редакционной коллегии выпускавшейся Международным центром корееведения при МГУ имени М. В. Ломоносова серии «Исследования по Корее», а также ответственный редактор и член редакционной коллегии ряда ономастических и этнографических трудов.
Автор более 100 трудов по корееведению, включая 2 монографии, а также ряд статей в справочниках и энциклопедиях.
Под её научным руководством было подготовлено к защите 4 аспиранта.

## Научная деятельность
Во время учёбы в аспирантуре в июле-августе 1959 года Р. Ш. Джарылгасинова принимала участие в экспедиционной поездка в корейский рисоводческий совхоз «Раушан», располагавшийся в Кунградском районе Кара-Калпакской АССР, что оказало большое влияние на предмет её дальнейших исследований, поскольку, как она вспоминала, «жизнь в течение почти месяца в совхозе, полевая этнографическая работа среди корейцев открыли передо мною удивительный мир».
В течение ряда лет — 1959, 1961, 1967, 1969, 1974, 1981, 1987, 1989, 1990, 1991 годах — занималась проведением этнографических полевых исследований среди корейцев Средней Азии — в основном Казахской ССР и Узбекской ССР, что позволило охватить «многие районы компактного расселения корейцев».
Кроме того для углублённого изучения и понимания культуры и этнографии корейского народа она совершала «хотя и кратковременные … очень важные и ценные» поездки в Корейскую Народно-Демократическую Республику и Республику Корея.
Также «во время научных командировок и поездок в разные районы Японии», состоявшихся в 1968, 1978, 1980—1982, 1988, 2000—2002 годах и «при ознакомлении с экспозициями исторических и этнографических музеев Японии», как и во время работы в японских библиотеках, ей был накоплен большой эмпирический материал.

## Научные труды

### Монографии
- Джарылгасинова Р. Ш. Древние когурёсцы (К этнической истории корейцев). — М.: ГРВЛ, 1972. — 202 с.
- Джарылгасинова Р. Ш. Этногенез и этническая история корейцев по данным эпиграфики («Стела Квангэтхо-вана»). — М.: ГРВЛ, 1979. — 182 с.
- Арутюнов С. А., Джарылгасинова Р. Ш. Япония: народ и культура. — М.: Знание, 1991. — 64 с. (Новое в жизни, науке, технике. У полит. карты мира; 6/1991).; ISBN 5-07-002035-8
- Джарылгасинова Р. Ш. Этногенез и этническая история корейцев по данным эпиграфики («Стелла Квангэтхо-вана»). — М.: Первое марта, 2010. — 252 с. (Серия «Российское корееведение в прошлом и настоящем». — Т. 8).

### Энциклопедии и справочники
Современная Корея. Справочное издание
- Джарылгасинова Р. Ш. Этнографический очерк // Современная Корея. Справочное издание. — М.: ГРВЛ, 1971. С. 28-40.

Книговедение. Энциклопедический словарь
- Джарылгасинова Р. Ш. Корея; Корея до 1948 г. (Рукописная книга. Начало книгопечатания. Издательское дело); КНДР (Издательское дело. Библиотечное дело); Южная Корея. Список литературы // Книговедение. Энциклопедический словарь. — М., 1981. С. 285—287.

Народы России. Энциклопедия
- Джарылгасинова Р. Ш. Корейцы // Народы России. Энциклопедия. — М.: Большая Российская энциклопедия, 1994. С. 203—206; То же // Вера и жизнь (М.). 1999, № 9-10. С. 16-23.

Народы и религии мира
- Джарылгасинова Р. Ш., Силантьев Р. А. Корейский шаманизм // Народы и религии мира: Энциклопедия / Ин-т этнологии и антропологии им. Н. Н. Миклухо-Маклая Рос. Акад. Наук (Москва); Гл. ред. В. А. Тишков; Редкол.: О. Ю. Артемова, С. А. Арутюнов, А. Н. Кожановский, В. М. Макаревич (зам. гл. ред.), В. А. Попов, П. И. Пучков (зам. гл. ред.), Г. Ю. Ситнянский. — М.: Большая рос. энцикл., 1998. — С. 757. — 928 с. — 100 000 экз. — ISBN 5-85270-155-6.
- Джарылгасинова Р. Ш. Корейцы // Народы и религии мира: Энциклопедия / Ин-т этнологии и антропологии им. Н. Н. Миклухо-Маклая Рос. Акад. Наук (Москва); Гл. ред. В. А. Тишков; Редкол.: О. Ю. Артемова, С. А. Арутюнов, А. Н. Кожановский, В. М. Макаревич (зам. гл. ред.), В. А. Попов, П. И. Пучков (зам. гл. ред.), Г. Ю. Ситнянский. — М.: Большая рос. энцикл., 1998. — С. 256–259. — 928 с. — 100 000 экз. — ISBN 5-85270-155-6.
- Джарылгасинова Р. Ш. Тэджонгё // Народы и религии мира: Энциклопедия / Ин-т этнологии и антропологии им. Н. Н. Миклухо-Маклая Рос. Акад. Наук (Москва); Гл. ред. В. А. Тишков; Редкол.: О. Ю. Артемова, С. А. Арутюнов, А. Н. Кожановский, В. М. Макаревич (зам. гл. ред.), В. А. Попов, П. И. Пучков (зам. гл. ред.), Г. Ю. Ситнянский. — М.: Большая рос. энцикл., 1998. — С. 840–841. — 928 с. — 100 000 экз. — ISBN 5-85270-155-6.
- Джарылгасинова Р. Ш. Церковь оливкового дерева // Народы и религии мира: Энциклопедия / Ин-т этнологии и антропологии им. Н. Н. Миклухо-Маклая Рос. Акад. Наук (Москва); Гл. ред. В. А. Тишков; Редкол.: О. Ю. Артемова, С. А. Арутюнов, А. Н. Кожановский, В. М. Макаревич (зам. гл. ред.), В. А. Попов, П. И. Пучков (зам. гл. ред.), Г. Ю. Ситнянский. — М.: Большая рос. энцикл., 1998. — С. 868–869. — 928 с. — 100 000 экз. — ISBN 5-85270-155-6.
- Джарылгасинова Р. Ш., Силантьев Р. А. Чхондогё // Народы и религии мира: Энциклопедия / Ин-т этнологии и антропологии им. Н. Н. Миклухо-Маклая Рос. Акад. Наук (Москва); Гл. ред. В. А. Тишков; Редкол.: О. Ю. Артемова, С. А. Арутюнов, А. Н. Кожановский, В. М. Макаревич (зам. гл. ред.), В. А. Попов, П. И. Пучков (зам. гл. ред.), Г. Ю. Ситнянский. — М.: Большая рос. энцикл., 1998. — С. 875. — 928 с. — 100 000 экз. — ISBN 5-85270-155-6.

Энциклопедия корейцев России. 140 лет в России
- Джарылгасинова Р. Ш. К вопросу о соотношении северных и южных компонентов в этногенезе корейцев // Ли Г. Н., Цой А. Д., Цой Б., Чен В. С., Югай Г. А. Энциклопедия корейцев России. 140 лет в России. — М.: РАЕН, 2003. — С. 751—755. — 1450 с.

### Статьи
на русском языке
- Джарылгасинова Р. Ш. Монументальная живопись древнекогурёских гробниц // Проблемы востоковедения. 1959, № 1. С. 113—119.
- Джарылгасинова Р. Ш. Культура и быт корейцев совхоза «Раушан» Кунградского района Кара-Калпакской АССР // Краткие сообщения Института этнографии. Вып. 35. — М., 1960. С. 54-63.
- Джарылгасинова Р. Ш. Когурёсцы и их роль в сложении корейской народности // Советская этнография. 1960, № 5. С. 42-57.
- Джарылгасинова Р. Ш. Когурёсцы (Историко-этнографическое исследование) // Восточно-азиатский этнографический сборник. II (Труды Ин-та этнографии им. Н. Н. Миклухо-Маклая. Новая сер. Т. 73). — М.: Издательство АН СССР, 1961. С. 176—216.
- Джарылгасинова Р. Ш. Роль топонимики в изучении ранней этнической истории Кореи // Топонимика Востока. — М.: ИВЛ, 1962. С. 82-88.
- Джарылгасинова Р. Ш. Соотношение северного и южного компонентов в этногенезе корейцев. (Доклад для VII Междунар. конгресса антропологических и этнографических наук. Москва, август 1964). — М.: Наука, 1964. — 8 с.; То же: Correlation in the Northern and Southern Сomponents in the Еthnogenesis of the Koreans. — M.: Nauka, 1964. — 11 р.; То же // Гэндай-но эсупури (Новые идеи). № 107. Кодай-но Тёсэн то Нихон (Корея и Япония в древности). — Токио, 1976. С. 23-30. (на яп. яз.).
- Джарылгасинова Р. Ш. Миф о Тангуне и его значение для понимания ранней этнической истории древнего Чосона (Кочосона) // Конференция молодых научных работников и аспирантов. Тез. докладов. — М., 1965. С. 27-30.
- Джарылгасинова Р. Ш., Ионова Ю. В. Корейцы // Народы Восточной Азии. — М.-Л.: Издательство АН СССР, 1965. С. 780—848 (Народы мира)
- Джарылгасинова Р. Ш. Корейцы КНР // Народы Восточной Азии. — М.-Л.: Издательство АН СССР, 1965. С. 691—695 (Народы мира).
- Джарылгасинова Р. Ш. История древней Кореи в трудах советских ученых // Межвузовская научная конференция по вопросам истории стран Азии и Африки в советской историографии (20-22 декабря 1966 г.). Тез. докладов. — М.: МГУ, 1966. С. 24-26.
- Джарылгасинова Р. Ш. К вопросу о культурном сближении корейцев Средней Азии с соседними народами (традиционное и новое в хозяйстве и материальной культуре) // Советская этнография. 1966. № 5. С. 3-14; То же // Soviet Anthropology and Archeology. Vol. 7. — New York, 1968, № 1. Pр. 26-35. (на англ. яз.).
- Джарылгасинова Р. Ш. Некоторые вопросы источниковедения Когурё // Источниковедение и историография стран Зарубежного Востока. Дальний Восток и Юго-Восточная Азия. — М.: ГРВЛ, 1967. С. 57-73.
- Джарылгасинова Р. Ш. Традиционное и новое в семейной обрядности корейцев Средней Азии // История, археология и этнография Средней Азии (К 60-летию С. П. Толстова). — М.: Наука, 1968. С. 343—349.
- Джарылгасинова Р. Ш. Историческая трансформация древнекорейского мифа о Тангуне // Симпозиум «Роль традиций в истории Китая». Тез. докладов. — М., 1968. С. 25-26.
- Джарылгасинова Р. Ш. Корейская национальная одежда в коллекциях МАЭ. Женская одежда // Культура народов зарубежной Азии и Океании. Сб. МАЭ. Т. 25. — Л.: Наука ЛО, 1969. С. 147—157.
- Джарылгасинова Р. Ш. «Вторые имена» как историко-этнографический источник // Ономастика Поволжья. — Ульяновск, 1969. С. 22-27.
- Джарылгасинова Р. Ш. Китай и Корея в V в. до н. э. — III в. н. э. // Китай и соседи в древности и средневековье. — М.: ГРВЛ, 1970. С. 84-100.
- Джарылгасинова Р. Ш. Этноним Когурё // Этнонимы. — М.: ГРВЛ, 1970. С. 78-87.
- Джарылгасинова Р. Ш., Арутюнов С. А. Закономерности сочетания традиционного и нового в развивающихся культурах Восточной Азии. Докл. на VII Междунар. социологическом конгрессе. Москва — Варна, сентябрь 1970 г. — М., 1970. — 9 с.
- Джарылгасинова Р. Ш. Корейские мифы о культурных героях // Религия и мифология народов Восточной и Южной Азии. — М.: ГРВЛ, 1970. С. 62-72.
- Джарылгасинова Р. Ш. Антропонимические процессы у корейцев Средней Азии и Казахстана // Личные имена в прошлом, настоящем, будущем. Проблемы антропонимики. — М.: Наука, 1970. С. 133—149.
- Джарылгасинова Р. Ш. Там, где цветёт мугунхва // Советская этнография. 1972, № 2. С. 108—119.
- Джарылгасинова Р. Ш., Арутюнов С. А. Синтез традиционного и нового в материальной культуре народов Восточной Азии // Народы Азии и Африки. 1972, № 5. С. 98-104. (резюме на англ. яз. С. 245).
- Джарылгасинова Р. Ш. Когурёские гробницы и их настенная живопись // Корейское классическое искусство. Сб. ст. — М.: ГРВЛ, 1972. С. 15-29.
- Джарылгасинова Р. Ш. Заметки по эпиграфике Когурё // Эпиграфика Восточной и Южной Азии. — М.: ГРВЛ, 1972. С. 99-113.
- Джарылгасинова Р. Ш. Буддийские и центральноазиатские мотивы в живописи древнекогурёских гробниц // История и культура Востока Азии. Т. 1. Центральная Азия и Тибет. Материалы конф. — Новосибирск: Наука СО, 1972. С. 88-90.
- Джарылгасинова Р. Ш. Этногенез корейцев в свете данных эпиграфики. Докл. на XI Междунар. конгрессе антропологических и этнографических наук (Чикаго, сентябрь 1973 г.). — М.: ГРВЛ, 1973. — 14 с.; То же // IXth International Congress of Anthropological and Ethnological Sciences. (August — September 1973). Proceedings. — Chicago (USA), 1973. P. 1497 (1-5). (на англ. яз.).
- Джарылгасинова Р. Ш. Удивительный остров Чеджудо // Советская этнография. 1973, № 1. С. 156—165.
- Джарылгасинова Р. Ш. Музыкальные мотивы в живописи древнекогурёских гробниц // Музыка народов Азии и Африки. Вып. 2. — М.: Сов. композитор, 1973. С. 223—238.
- Джарылгасинова Р. Ш. Древнекорейские этнонимы и историческая география // Actes du XIe Congress International des Sciences onomastiques. T. 1. — Sofia, 1974. Pр. 281—288.
- Джарылгасинова Р. Ш. Изучение истории материальной культуры этнографами Корейской Народно-Демократической Республики // Этнография в странах социализма. Очерки развития науки. — М.: Наука, 1975. С. 167—183.
- Джарылгасинова Р. Ш. Новое в культуре и быту корейцев Средней Азии и Казахстана (на примере сельского населения) // Советская этнография. 1977, № 6. С. 59-70.
- Джарылгасинова Р. Ш., Дольникова В. А. Шестидесятилетие М. Н. Пака // Вестник Московского университета. Сер. XIII. Востоковедение. 1978, № 3. С. 75-76
- Джарылгасинова Р. Ш. Эволюция антропонимической модели древнекорейских правителей (к проблеме ономастических контактов) // Onoma. Bibliographical and Information Bulletin. Vol. XXII (1978), 1-2 (Kongressberichte. Bern. 1975). — Leuven (Belgium), 1978. Pр. 515—521.
- Джарылгасинова Р. Ш. К характеристике современной антропонимической модели корейцев, проживающих в сельских районах Узбекской ССР // Ономастика Средней Азии. — М.: ГРВЛ, 1978. С. 203—205.
- Джарылгасинова Р. Ш. Сост.: Список основных трудов доктора исторических наук, профессора М. Н. Пака (к 60-летию со дня рождения) // Народы Азии и Африки. 1978, № 4. С. 181—183.
- Джарылгасинова Р. Ш. Жилище корейцев // Типы традиционного сельского жилища народов Юго-Восточной, Восточной и Центральной Азии. — М.: ГРВЛ, 1979. С. 216—227.
- Джарылгасинова Р. Ш. Основные тенденции этнических процессов у корейцев Средней Азии и Казахстана // Этнические процессы у национальных групп Средней Азии и Казахстана. — М.: Наука, 1980. С. 43-73.
- Джарылгасинова Р. Ш. Из истории древнекорейского этнонима пэкче // Ономастика Востока. — М.: ГРВЛ, 1980. С. 217—220.
- Джарылгасинова Р. Ш. Корея // Этнография питания народов стран зарубежной Азии. Опыт сравнительной типологии. — М.: ГРВЛ, 1981. С. 170—179.
- Джарылгасинова Р. Ш. Проблемы изучения корейской антропонимии // Proceedings of 13th International Congress of Onomastic Sciences. — Krakow, 1981. C. 363—369.
- Джарылгасинова Р. Ш. Корея. Важнейшие исторические события. // Страны и народы. Зарубежная Азия. Восточная и Центральная Азия. — М.: Мысль, 1982. — С. 169—174. — (Научно-популярное географо-этнографическое издание в 20 т.).
- Джарылгасинова Р. Ш. Население. // Страны и народы. Зарубежная Азия. Восточная и Центральная Азия. — М.: Мысль, 1982. — С. 184—185. — (Научно-популярное географо-этнографическое издание в 20 т.).
- Джарылгасинова Р. Ш. Культура: традиции и современность. // Страны и народы. Зарубежная Азия. Восточная и Центральная Азия. — М.: Мысль, 1982. — С. 203—210. — (Научно-популярное географо-этнографическое издание в 20 т.).
- Джарылгасинова Р. Ш. Слово о Стране Утренней Свежести // Глазами этнографов. — М.: Наука, 1982. С. 180—199.
- Джарылгасинова Р. Ш. Выставка «Искусство Корейской Народно-Демократической Республики» // Советская этнография. 1984, № 4. С. 139—142.
- Джарылгасинова Р. Ш. Основные компоненты традиционной корейской антропонимии // Этническая ономастика. — М.: Наука, 1984. С. 102—108.
- Джарылгасинова Р. Ш. Древнекорейские этнонимы в памятниках эпиграфики // Resumees der Vorträge und Mitteilunden (XV Междунар. конгресс по ономастике. 13-17 августа 1984 г.). — Leipzig, 1984. S. 50.
- Джарылгасинова Р. Ш. Введение. // Календарные обычаи и обряды народов Восточной Азии. Новый год. / отв. ред. Р. Ш. Джарылгасинова, М. В. Крюков. — М.: ГРВЛ, 1985. — С. 3-10. — 264 с.
- Джарылгасинова Р. Ш. Корейцы. // Календарные обычаи и обряды народов Восточной Азии. Новый год. / отв. ред. Р. Ш. Джарылгасинова, М. В. Крюков. — М.: ГРВЛ, 1985. — С. 79-116. — 264 с.
- Джарылгасинова Р. Ш. Заключение. // Календарные обычаи и обряды народов Восточной Азии. Новый год. / отв. ред. Р. Ш. Джарылгасинова, М. В. Крюков. — М.: ГРВЛ, 1985. — С. 225—242. — 264 с.
- Джарылгасинова Р. Ш. Корейцы // Системы личных имен у народов мира. — М.: ГРВЛ, 1986. С. 175—180.
- Джарылгасинова Р. Ш. Традиционная детская одежда корейцев // Корейские и монгольские коллекции в собраниях МАЭ. Сб. МАЭ. Т. XLI. — Л.: Наука ЛО, 1987. С. 65-78.
- Джарылгасинова Р. Ш. Теория этнического самосознания в советской этнографической науке (основные аспекты проблемы) // Советская этнография. 1987, № 4. С. 9-22.
- Джарылгасинова Р. Ш. Календарная обрядность и этническая история народов Восточной Азии // Всесоюзная научная сессия по итогам этнографических и антропологических исследований 1986—1987. Тез. докладов. — Сухуми, 1988. С. 248—250.
- Джарылгасинова Р. Ш. Введение. // Календарные обычаи и обряды народов Восточной Азии. Годовой цикл. / отв. ред. Р. Ш. Джарылгасинова, М. В. Крюков. — М.: ГРВЛ, 1989. — С. 3-19. — 360 с.
- Джарылгасинова Р. Ш., Ионова Ю. В. Корейцы. // Календарные обычаи и обряды народов Восточной Азии. Годовой цикл. / отв. ред. Р. Ш. Джарылгасинова, М. В. Крюков. — М.: ГРВЛ, 1989. — С. 105—159. — 360 с.
- Джарылгасинова Р. Ш. Заключение. // Календарные обычаи и обряды народов Восточной Азии. Годовой цикл. / отв. ред. Р. Ш. Джарылгасинова, М. В. Крюков. — М.: ГРВЛ, 1989. — С. 306—322. — 360 с.
- Джарылгасинова Р. Ш. Международная конференция ученых, изучающих Корею // Советская этнография. 1989, № 4. С. 125—128.
- Джарылгасинова Р. Ш., Арутюнов С. А., Васильев В. И. Древние уральско-восточноазиатские этнографические параллели (по материалам жилища) // Советская этнография. 1991, № 2. С. 28-37
- Джарылгасинова Р. Ш. Н. И. Конрад — исследователь этнографии Кореи (к 100-летию со дня рождения ученого) // Советская этнография. 1991, № 5. С. 57-69.
- Джарылгасинова Р. Ш. Древнее и вечное юное искусство Кореи // Культура в современном мире: опыт, проблемы, решения. Информ. сб. Вып. 6. — М., 1991. С. 60-64.
- Джарылгасинова Р. Ш. Этнокультурное развитие корейцев Средней Азии и Казахстана // Современное развитие этнических групп Средней Азии и Казахстана. Ч. 1. — М., 1992. С. 50-103.
- Джарылгасинова Р. Ш. Корейцы на русском Дальнем Востоке // Традиционное и новое в культуре народов России. Тез. докладов. и выступлений на всерос. конф. — Саранск, 1992. С. 183—185.
- Джарылгасинова Р. Ш. Традиции и инновации в праздновании шестидесятилетнего юбилея (хвангап) корейцами Казахстана (по материалам этнографических наблюдений 1990—1991 гг.) // К новым подходам в отечественной этнологии. Тез. докладов. — Грозный, 1992. С. 35-37.
- Джарылгасинова Р. Ш., Загорулько А. В. Из истории наименований корейских поселений на русском Дальнем Востоке // Топонимия России. — М.: Моск. центр Рус. географического общества, 1993. С. 100—119.
- Джарылгасинова Р. Ш. К изучению ономастикона древнекорейского мифа о Тонмёне (к проблеме протоалтайских параллелей // Имя и этнос. — М.: ИЭА РАН, 1996. С. 146—152.
- Джарылгасинова Р. Ш. Подгот. текста; Послесловие и коммент. к «Очеркам социальной организации и духовной культуры корейцев на рубеже XIX—XX веков» // Конрад Н. И. Неопубликованные работы. Письма. — М.: Рос. полит. энциклопедия (РОССПЭН), 1996. С. 449—464.
- Джарылгасинова Р. Ш. Семейные и календарные праздники корейцев России и государств СНГ как этноконсолидирующий фактор // Семья, гендер, культура. Материалы междунар. конференций 1994 и 1995 гг. — М.: ИЭА РАН, 1997. С. 243—255.
- Джарылгасинова Р. Ш. Из истории возникновения и бытования русских наименований корейских поселений на Дальнем Востоке // Ономастика Поволжья. Материалы VII конф. по ономастике Поволжья. — М.: ИЭА РАН, 1998. С. 64-76.
- Джарылгасинова Р. Ш., Садокова А. Р. Китайский миф о Волопасе и Ткачихе в Корее и Японии // Мифологические системы народов Восточной Азии. — М.: Наследие, 1998. С. 24-36.
- Джарылгасинова Р. Ш. Михаил Николаевич Пак. Творческая биография ученого. // Корея. Сб. ст. к 80-летию со дня рождения проф. М. Н. Пака. — М.: Муравей, 1998. — С. 15-22
- Джарылгасинова Р. Ш. Сост.: Список основных опубл. работ М. Н. Пака. // Корея. Сб. ст. к 80-летию со дня рождения проф. М. Н. Пака. — М.: Муравей, 1998. — С. 34-49
- Джарылгасинова Р. Ш. Литература о жизни и трудах М. Н. Пака. // Корея. Сб. ст. к 80-летию со дня рождения проф. М. Н. Пака. — М.: Муравей, 1998. — С. 50
- Джарылгасинова Р. Ш. Сорокина М. Ю. Академик Н. И. Конрад: неизвестные страницы биографии и творческой деятельности // Репрессированные этнографы. Вып. I. — М.: Восточная литература, 1999. С. 199—234
- Джарылгасинова Р. Ш. Российское (советское) этнографическое корееведение (40-90-е годы XX в.) // Российское корееведение. Альманах. Вып. I. — М.: Муравей-Гайд, 1999. С. 46-72.
- Джарылгасинова Р. Ш. Историческая ономастика Кореи в сочинении И. А. Гончарова «„Фрегат Паллада“ (1858)» // Ономастика Поволжья. Материалы VIII конф. по ономастике Поволжья (Волгоград, 8-11 сентября 1998 г.). — М.: ИЭА РАН, 2001. С. 220—235.
- Джарылгасинова Р. Ш. Сост.: Список основных опубл. работ… // Пак М. Н. История и историография Кореи. Избранные труды. / Ред.-сост. Р. Ш. Джарылгасинова. — М.: Восточная литература, 2003. — С. 893—905 — 911 с., ил., карты.
- Джарылгасинова Р. Ш. Литература о жизни и трудах М. Н. Пака. // Пак М. Н. История и историография Кореи. Избранные труды. / Ред.-сост. Р. Ш. Джарылгасинова. — М.: Восточная литература, 2003. — С. 906.
- Джарылгасинова Р. Ш. Корейцы // Мифы и религии мира. Учеб. пособие. — М.: РГГУ, 2004. С. 157—163.
- Джарылгасинова Р. Ш. Корейцы России // Этнографическое обозрение. 2004, № 4. С. 23-27.
- Джарылгасинова Р. Ш. Историческая топонимия корейских поселений на российском Дальнем Востоке (первая половина XIX — начало XX в.) // Этнографическое обозрение. 2004, № 4. С. 43-62.

на других языках
- Ethnogenetical Myths and Legends of the Koreans (VIII Intl. Congress of Anthropological and Ethnographical Sciences. Tokyo — Kyoto, September, 1968). — M., 1968. — 11 c.; То же // VIIIth International Congress of Anthropological and Ethnographical Sciences. Proceedings. Vol. II. — Tokyo, 1968. Pр. 286—288.
- Mythology and Southern Component in Ethnogeny of the Koreans // General Problems of Ethnography. X Междунар. конгресс антропологических и этнологических наук. Индия. Дели. 10-21 декабря 1978 г. Papers by Soviet Researchers. Vol. 2. — M., 1978. Pр. 72-81.
- Корейцы Средней Азии // Научные работы современных ученых Советского Союза. Сост. Ким Хакчун. — Сеул, 1981. С. 297—314. (на кор. яз.).
- Особенности корейцев Средней Азии // Корея — Китай — Россия (их взаимоотношения и корейский народ). — Тэгу (РК): Ун-т Кёнбук, 1992. С. 1-11 (на кор. яз.).
- Ethnicultural Development of Koreans of the Former USSR: Traditions and Innovations // Studies of Koreans Abroad (Seoul). 1993, № 3. Рр. 99-121; То же, на кор. яз. С. 291—305.
- Вклад Н. И. Конрада (1891—1970) в изучение корейской культуры и этнографии // Major Issues in History of Korean Culture. Proceedings of the 3d Intl. Conf. on Korean Studies. — M.: MSU, 1997. pp. 165—171. (резюме на кор. яз.).

### Переводы
- Джарылгасинова Р. Ш. Пер. с ханмуна в разд. «Разные описания»: квоны 32, 33. С. 41-62; коммент. С. 213—244 // Ким Бусик. Самгук саги. Т. 3. Разные описания. Биографии. Изд. текста, пер., вступит. ст., коммент., прил. под общ. ред. М. Н. Пака и Л. Р. Концевича. — М.: Восточная литература, 2002. (Памятники литературы народов Востока. Большая сер. I, 3).

### Рецензии
- Джарылгасинова Р. Ш. Рец.: Чосон мунхва юмуль (Культурное наследие Кореи"). Пхеньян. 1956 // Советская этнография. 1957, № 4. С. 182—184.
- Джарылгасинова Р. Ш. Рец.: Ким Ён Чжун. Изучение настенной живописи древнекогурёских гробниц. Пхеньян. 1958 // Проблемы востоковедения. 1960, № 3. С. 293—294.
- Джарылгасинова Р. Ш., Нам С. Рец.: Forman W., Bařinká J. Alte koreanische Kunst, Praha: Artia, 1962 // Народы Азии и Африки. 1965, № 5. С. 224—225.
- Джарылгасинова Р. Ш. Мир корейской сказки. Рец. на кн.: Феи с Алмазных гор. Корейские народные сказки. Пер. с кор. М., 1991. 382 с. // Этнографическое обозрение. 1993, № 5. С. 164—168.
- Джарылгасинова Р. Ш. Рец.: Тен В. А. Корейская диаспора в США в XX веке: формирование и адаптация. Путь от кули до «образцового меньшинства». М., 2000. 440 с. // Этнографическое обозрение. 2001, № 5. С. 150—152.

## Публицистика
- Джарылгасинова Р. Ш. Корейцы // Новое время. [Прил.]. 1989, декабрь. С. 11-12.
- Джарылгасинова Р. Ш. Михаил Николаевич Пак // Единство. 1997, № 3 (7). С. 17-19.
- Джарылгасинова Р. Ш. Потомки Тангуна (К проблеме этногенеза корейцев) // Единство. 2002, № 6/32. С. 35-36.
- Джарылгасинова Р. Ш. У истоков корейской государственности: история Древнего Чосона (VII—II вв. до н. э.) // Единство. 2003, № 1/33. С. 36-37.
- Джарылгасинова Р. Ш. История Кореи периода Трёх государств — Когурё, Пэкче и Силла (I в. до н. э. — VII в. н. э.) // Единство. 2003, № 2/34. С. 30-32.
- Джарылгасинова Р. Ш. «Весна» и «осень» государства Объединённое Силла (668—935) // Единство. 2003, № 3/35. С. 30-31.
- Джарылгасинова Р. Ш. Немеркнущая красота росписей государства Когурё // Восточная коллекция. 2007, № 4 (31). С. 98-107, ил.